# صدابه
صدابه (به لاتین: Sadabe) یک منطقهٔ مسکونی در ماداگاسکار است که در ناحیه مانجاکندریانا واقع شده است. صدابه ۱۷٬۰۰۰ نفر جمعیت دارد و ۱٬۳۸۸ متر بالاتر از سطح دریا واقع شده است.